# Deomys ferrugineus
Genre
Espèce
Statut de conservation UICN

 LC  : Préoccupation mineure
Deomys ferrugineus, dont le nom vernaculaire est rat à manteau roux, est un rongeur de la famille des Muridés, unique représentant décrit du genre Deomys.

## Description
Deomys ferrugineus est un rongeur arboricole des forêts d'Afrique centrale.
La taille de son corps est comprise entre 12 et 14 cm, celle de la queue est de 15 à 21 cm. Le pelage est d'une teinte rougeâtre sur le dessus avec une rayure plus sombre sur le dos, le ventre est blanc.

## Comportement
Deomys ferrugineus construit son nid, à partir de feuilles ou d'autres parties végétales, sous les racines d'un arbre.

### GenreDeomys
- (en) Mammal Species of the World (3e  éd., 2005) : Deomys  Thomas, 1888
- (en) Catalogue of Life : Deomys Thomas, 1888 (consulté le 30 mars 2023)
- (en) Paleobiology Database : Deomys  Thomas 1888
- (fr + en) ITIS : Deomys  Thomas, 1888
- (en) Animal Diversity Web : Deomys
- (en) NCBI : Deomys (taxons inclus)
- (en) UICN : taxon  Deomys  (consulté le 6 janvier 2023)

### EspèceDeomys ferrugineus
- (en) Mammal Species of the World (3e  éd., 2005) : Deomys ferrugineus  Thomas, 1888
- (en) Catalogue of Life : Deomys ferrugineus Thomas, 1888 (consulté le 15 décembre 2020)
- (fr + en) ITIS : Deomys ferrugineus  Thomas, 1888
- (en) Animal Diversity Web : Deomys ferrugineus
- (en) NCBI : Deomys ferrugineus (taxons inclus)
- (en) UICN : espèce Deomys ferrugineus Thomas, 1888 (consulté le 19 mai 2015)